# Podișul Braziliei
Podișul Braziliei (port. Planalto Brasileiro) este o vastă regiune geografică cu o suprafață de aproximativ 5 000 000 km². Podișul ocupă sudul, centrul și estul Braziliei. Podișul s-a format prin revărsările de lavă care a dus la formarea rocilor bazaltice. În prezent este o regiune destul de stabilă din punct de vedere seismic. Podișul este puternic afectat de eroziune, formându-se regiuni cu depuneri sedimentare. Înălțimea podișului variază de la 2 000 m la est și până la 500 m în vest. Cel mai înalt punct al Podișului Brazilian este Pico da Bandeira, în Serra do Caparaó, care are o altitudine de 2891 m. În regiunea litoralului se evidențiază piscuri solitare de forma unor conuri. 

Podișul Braziliei se remarcă prin diversitatea solului, speciilor de animale și plante, condițiilor climaterice. Majoritatea populației braziliene (circa 95%) este localizată în depresiunile podișului și în zona de litoral.

## Diviziuni majore
Datorită suprafeței imense, Podișul Braliziliei se divide în trei zone geomorfologice:
- Podișul Atlantic Brazilian – ocupă înălțimile de est ale Podișului Brazilian. În trecut era acoperit de așa-numitele păduri atlantice, din care rămăsese doar 7,3%.
- Podișul Central Brazilian – ocupă zonele centrale ale Braziliei. Intensitatea eroziunii este mai mare, de aceea se caracterizează prin prezența rocilor sedimentare și a formațiunilor cristalice. Circa 85% din suprafața Podișul Central este ocupată de cerrado, dar numai o mică parte a rămas intactă.
- Podișul de Sud Brazilian – prezintă roci sedimentare acoperit cu scurgeri de lave bazaltice pe care s-au format soluri fertile, denumite de băștinași „soluri purpurii”.